# Kevin Stacom
Kevin M. Stacom (Nueva York, Nueva York, 4 de septiembre de 1951) es un jugador de baloncesto estadounidense que jugó durante seis temporadas en la NBA. Con 1,90 metros de estatura, lo hacía en la posición de escolta.

## Trayectoria deportiva

### Universidad
Jugó sus dos primeras temporadas como universitario con los Crusaders del College of the Holy Cross, para posteriormente ser transferido a los Friars del Providence College promediando en total 13,6 puntos, 6,0 rebotes y 3,2 asistencias por partido.  También fue elegido en sus dos temporadas con los Friars mejor defensor del año, e incluido en 1974 en el tercer equipo All-America de la Asociación de Entrenadores de Baloncesto.

### Profesional
Fue elegido en la vigésima cuarta posición del Draft de la NBA de 1973 por Chicago Bulls, y también por Denver Rockets en la tercera ronda del draft de la ABA, pero decidió quedarse en la universidad y volver a entrar en el draft al año siguiente, siendo elegido por Boston Celtics en la trigésima quinta posición. Allí jugó durante 4 temporadas como suplente de Jo Jo White y de Charlie Scott, siendo partícipe del campeonato de la NBA que lograron en 1976 derrotando en la final a Phoenix Suns. Stacom jugó en todos los partidos del playoff ese año, excepto en el sexto partido de la final, y colaboró esa temporada con 5,3 puntos y 2,1 rebotes por partido.
Poco antes de comenzar la temporada 1978-79 es despedido de los Celtics, fichando como agente libre por Indiana Pacers, pero tras 44 partidos es repescado por los de Boston, acabando allí la temporada. Tras ser nuevamente cortado se aleja de las pistas de baloncesto, volviendo brevemente en 1981 al ser fichado por Milwaukee Bucks, pero solo jugó 7 partidos antes de retirarse definitivamente.

## Estadísticas de su carrera en la NBA
|  | Denota temporadas en las que ganó un campeonato de la NBA |

### Temporada regular
| Año      | Equipo    | PJ  | PT | MPP  | %TC  | %3P  | %TL  | RPP | APP | ROB | TPP | PPP |
| -------- | --------- | --- | -- | ---- | ---- | ---- | ---- | --- | --- | --- | --- | --- |
| 1974-75  | Boston    | 61  |    | 7.3  | .453 |      | .879 | .9  | .8  | .2  | .0  | 2.8 |
| 1975-76† | Boston    | 77  |    | 14.5 | .439 |      | .747 | 2.1 | 1.7 | .3  | .1  | 5.3 |
| 1976-77  | Boston    | 79  |    | 13.3 | .409 |      | .793 | 1.2 | 1.5 | .2  | .0  | 5.1 |
| 1977-78  | Boston    | 55  |    | 18.3 | .426 |      | .761 | 1.9 | 2.0 | .5  | .1  | 8.5 |
| 1978-79  | Indiana   | 44  |    | 13.0 | .364 |      | .756 | 1.4 | 1.8 | .3  | .0  | 4.2 |
| 1978-79  | Boston    | 24  |    | 10.8 | .391 |      | .684 | 1.0 | 1.5 | .6  | .0  | 4.9 |
| 1981-82  | Milwaukee | 7   | 0  | 12.9 | .412 | .500 | .500 | 1.0 | 1.0 | .1  | .0  | 4.3 |
| Total    | Total     | 347 | 0  | 13.1 | .417 | .500 | .768 | 1.5 | 1.5 | .3  | .0  | 5.1 |

### Playoffs
| Año   | Equipo | PJ | MPP  | %TC  | %TL   | RPP | APP | ROB | TPP | PPP |
| ----- | ------ | -- | ---- | ---- | ----- | --- | --- | --- | --- | --- |
| 1975  | Boston | 4  | 1.8  | .000 | –     | .0  | .3  | .0  | .0  | .0  |
| 1976† | Boston | 17 | 11.5 | .289 | .727  | 1.0 | .9  | .3  | .0  | 2.0 |
| 1977  | Boston | 5  | 5.0  | .500 | 1.000 | .4  | .8  | .0  | .0  | 1.4 |
| Total | Total  | 26 | 8.7  | .302 | .750  | .7  | .8  | .2  | .0  | 1.6 |